# Theodor Pištěk

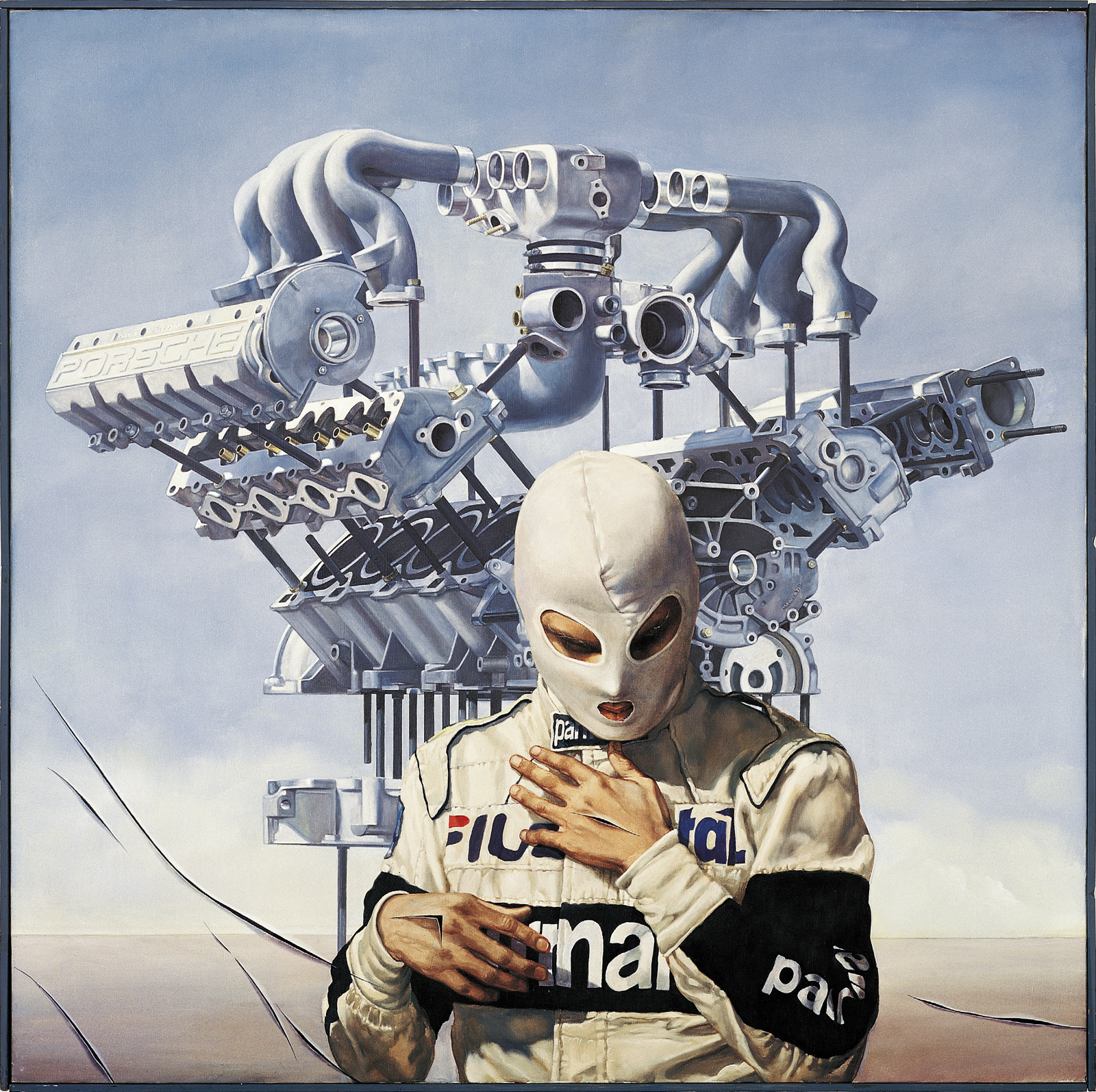
Theodor Pištěk, Ecce Homo, 1983

Theodor Pištěk (Praga, 25 ottobre 1932) è un costumista e disegnatore ceco.

## Biografia
Theodor Pištěk è un artista ceco che ha vinto il Premio Oscar per Amadeus, film con cui ottenne anche il Premio César per i migliori costumi. Collaboratore di Miloš Forman, ebbe un'altra candidatura all'Oscar per il film Valmont del 1989.

## Filmografia
- Happy End, regia di Oldřich Lipský (1967)
- Amadeus, regia di Miloš Forman (1984)
- Valmont, regia di Miloš Forman (1989)
- Larry Flynt - Oltre lo scandalo (The People vs. Larry Flynt), regia di Miloš Forman (1996)